# Hugo Nindl
Hugo Nindl (Axams, 3 marzo 1942) è un ex sciatore alpino austriaco.

## Biografia
Sciatore polivalente, Nindl debuttò in campo internazionale in occasione del Critérium de la première neige 1960 (Val-d'Isère, 16-18 dicembre), classificandosi 77º nella discesa libera, 16º nello slalom speciale e 21º nella combinata; nel 1963 si piazzò 2º nella discesa libera del trofeo dell'Hahnenkamm disputata sulla Streif di Kitzbühel il 19 gennaio e vinse lo slalom gigante e la combinata dell'Holmenkollen-Kandahar (Holmenkollen, 14-15 marzo).
Nel 1965 fu 2º nella combinata del trofeo del Lauberhorn (Wengen, 9-10 gennaio), vinse gli slalom speciali della Coppa dei Paesi alpini (Davos, 9-15 febbraio), del trofeo Tre Comuni Ladini, dove si classificò anche 2º nella combinata (Val Gardena, 19-21 febbraio), e del Bud Werner Memorial (Vail, 12-15 marzo); nel 1966 si piazzò 3º sia nello slalom speciale sia nella combinata del trophée Les Trois Vallées (Méribel/Courchevel, 2-6 marzo), 3º nello slalom speciale del Bud Werner Memorial (Sun Valley, 23-27 marzo), 2º nello slalom speciale di Farellones (19 luglio) e in chiusura di stagione prese parte allo slalom speciale dei Mondiali di Portillo 1966, sua unica presenza iridata, senza completare la gara.
Nel 1967 partecipò alla stagione inaugurale della Coppa del Mondo: esordì il 21 gennaio a Kitzbühel in discesa libera (40º) e conquistò il miglior risultato in carriera il 5 febbraio a Madonna di Campiglio in slalom speciale (12º), in quella che sarebbe rimasta la sua ultima presenza nel circuito: nella successiva stagione 1967-1968 partecipò al Critérium de la première neige (Val-d'Isère, 12-15 dicembre), non valido per la Coppa del Mondo, ma si infortunò durante le prove della discesa libera di Wengen del 13 gennaio (frattura di una gamba), terminando così la sua carriera agonistica. Non prese parte a rassegne olimpiche e dopo il ritiro partecipò al circuito professionistico nordamericano.

## Palmarès

### Classiche
Bud Werner Memorial
- 1 vittoria (slalom speciale a Vail 1965)

Holmenkollen-Kandahar
- 2 vittorie (slalom gigante, combinata a Holmenkollen 1963)

### Campionati austriaci
- 10 medaglie:
  -  4 ori (slalom gigante, combinata nel 1965; combinata nel 1966; combinata nel 1967)
  -  2 argenti (slalom gigante nel 1962; slalom speciale nel 1966)
  -  4 bronzi (slalom speciale, combinata nel 1963; combinata nel 1964; discesa libera nel 1966)[senza fonte]